# 浮法玻璃

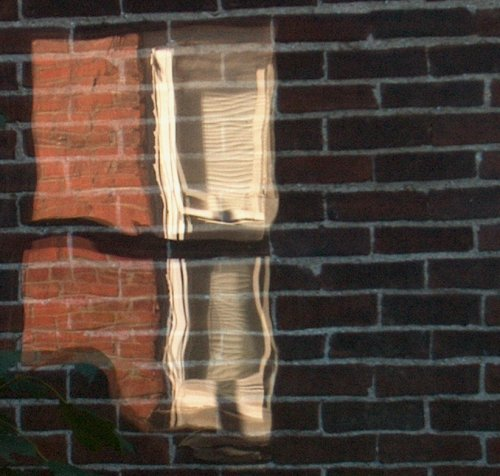
古老的平面玻璃很少是全平的，導致其反射或透過的光線產生不均勻彎曲，呈現變形的光影。

浮法玻璃（float glass）亦稱退火玻璃，世界上約9成的平面玻璃都是使用於1950年代由皮尔金顿玻璃公司的阿士達·皮尔金顿爵士 (Sir Alastair Pilkington) 所發明的浮法玻璃製成；方法是將玻璃熔液倒進一缸熔解的錫內，玻璃浮上錫面後自然形成兩邊平滑的表面，慢慢冷卻及成長帶狀離開錫缸。之後經過火打磨便成為接近完全平的玻璃。通常玻璃會以標準的厚度生產，分為2、3、4、5、6、8、10、12、15、19和22毫米。在浮法玻璃發明以前，退火玻璃亦會以吹或捲壓法生產。這些方法都難以製成全平的玻璃，除非加以成本很高的機械打磨。

## 限制
把普通退火玻璃用在建築上會構成潛在危險，因為當這種玻璃破裂時，會成為大塊鋒利的碎片，可以造成嚴重的人員傷亡。多數地方的建築條例會禁止在玻璃可能被打破的地方使用普通退火玻璃。例如：浴室、玻璃門、落地式玻璃窗、走火通道等等都不可使用這種玻璃。

## 相關參見
- 玻璃工艺